# Colonia Nicolich
 (novembre 2022).
General Líber Seregni, anciennement dénommée Colonia Nicolich, est une ville de l'Uruguay, siège d'une municipalité située dans le département de Canelones. Appartenant à la partie méridionale du pays, cette petite ville-dortoir fait partie intégrante de l'Aire métropolitaine de Montevideo.
En 2011, sa population est de 14 686 habitants.

## Situation géographique
La municipalité est située au sud du département de Canelones, dans l'Aire métropolitaine de Montevideo, à proximité de l'arroyo Toledo, en limite du département de Montevideo. Elle est limitrophe des villes suburbaines de Pando et de Barros Blancos qui font partie  de  la zone  attractive de la métropole de Montevideo.

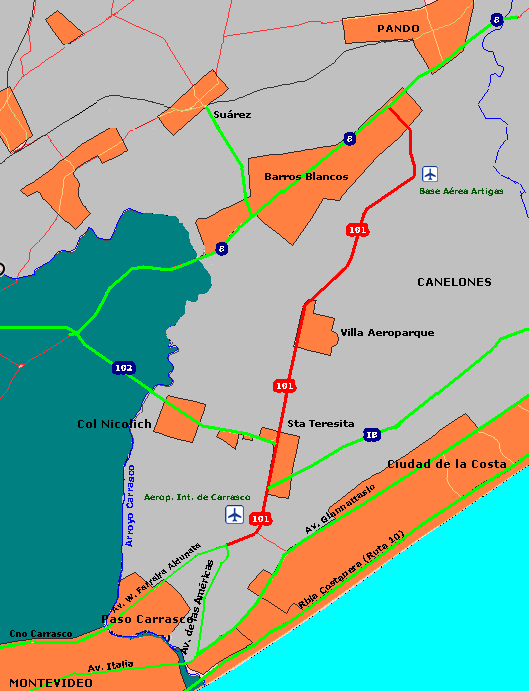
Situation de Colonia Nicolich sur la carte urbaine de la partie nord-est de la métropole de Montevideo.

Colonia Nicolich qui demeure le siège de la municipalité de General Líber Seregni est située à 16 kilomètres à l'est de la capitale nationale, Montevideo, à 18 kilomètres de Las Piedras et à 40 kilomètres au sud de Canelones, la capitale administrative du département éponyme.
La municipalité est traversée par deux routes nationales importantes (la ruta 102 et la ruta 101), et est située à proximité de l'Aéroport international de Carrasco,

## Population
| Année | Population |
| ----- | ---------- |
| 1963  | 2 669      |
| 1975  | 4 500      |
| 1985  | 7 414      |
| 1996  | 10 637     |
| 2004  | 13 245     |
| 2011  | 14 686     |

Référence,.

## Historique sommaire
Depuis le XIXe siècle, la municipalité a développé une agriculture intensive afin d'alimenter les marchés de Montevideo.
Ce n'est qu'à partir des années 1940 qu'une lente urbanisation a commencé à prendre forme. Celle-ci s'est accélérée dans les années 1970, participant à l'Aire métropolitaine de Montevideo. Cette urbanisation a inclus la construction de complexes résidentiels pour le personnel de l'Armée de l'Air servant à la base aérienne toute proche et pour ceux étudiant à l'École Aéronautique  Militaire. D'autres résidences ont été construites dans les années 1990.
Aujourd'hui, Colonia Nicolich est considérée comme étant une typique « ville-dortoir » pour les habitants qui se déplacent quotidiennement à Montevideo pour le travail ou les affaires.
En raison de son développement urbain, la ville projette de construire un centre administratif avec réaménagement d'une place urbaine dans son noyau urbain en transformation.